# Phyllachora beaumontii
Phyllachora beaumontii är en svampart som beskrevs av Cooke 1885. Phyllachora beaumontii ingår i släktet Phyllachora och familjen Phyllachoraceae.   Inga underarter finns listade i Catalogue of Life.